# Kostel Panny Marie Karmelské (Kostelní Vydří)
Kostel Panny Marie Karmelské je římskokatolický chrám v obci Kostelní Vydří v okrese Jindřichův Hradec. Je chráněn jako kulturní památka České republiky. Je farním kostelem farnosti Kostelní Vydří.

## Historie

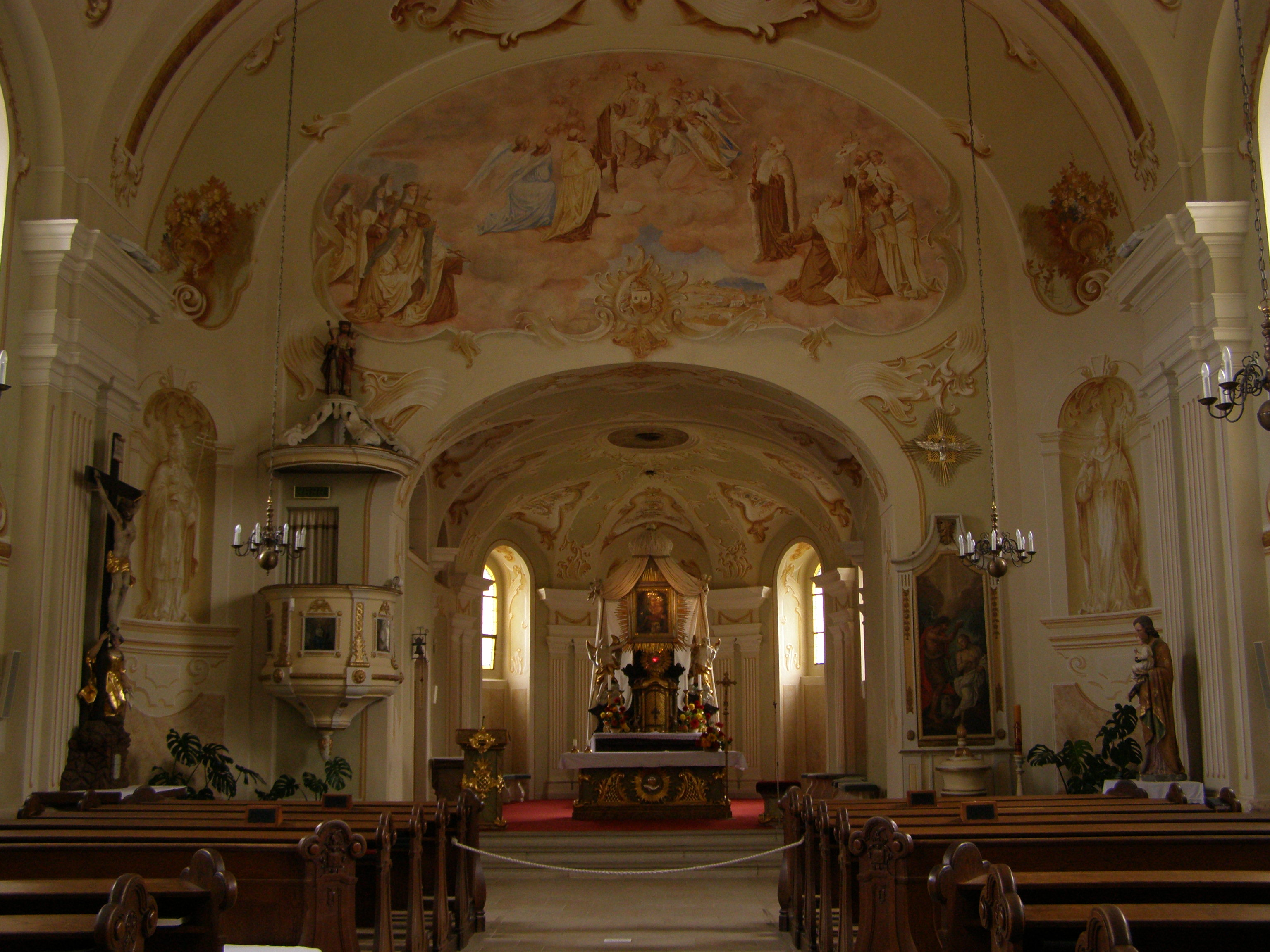
Interiér kostela

Kostel je pozdně barokní stavba na návrší nad obcí z let 1787 až 1789. Kostel vznikl z původní kaple z roku 1709, která je využita jako presbytář. Kostel je obklopen na západní straně zdí s ambitem, jižně je areál uzavřen budovou kláštera karmelitánů. V polovině 18. století byl zde postaven klášter karmelitánů (s přístavbou z let 1992–1993). V klášteře působí Karmelitánské nakladatelství Kostelní Vydří.

## Užívání
Farnost spravují od roku 1990 karmelitáni. Každou první sobotu v měsíci se konají poutní bohoslužby v 17.00. Poutní místo ožívá zejména o prázdninách v souvislosti s červencovým svátkem Panny Marie Karmelské.